# 7mm-08 Remington
7mm-08 Remington гвинтівковий набій який є майже повною копією кустарного набою розроблений в 1958 році відомий під назвою 7mm/308. По цій назві видно, що використано гільзу набою .308 Winchester де дульце обтиснуто до калібру 7 мм (.284) з деяким збільшенням довжини гільзи. Серед набоїв створених на базі набою .308, цей набій знаходиться на другому місці поступаючись лише набою .243 Winchester. Проте, набій .308 є популярнішим за обидва ці набої. В 1980 році, компанія Remington Arms популяризували набій шляхом додавання свого імені та створивши гвинтівки Модель 788 і Модель 700 під цей набій, крім того напочатку 2000-х років компанія випускала лімітовано помпову гвинтівку Модель 7600.

## Ручне заряджання
Оскільки набій був популярним існував широкий вибір заводських зарядів, що давало змогу обрати потрібний їм набій навіть тим хто не займався ручним заряджанням. Вага куль коливалася від 100 до 195 гран. Кулі в діапазон 130-150 гран найбільше підходять для полювання, а от стрільці на дальні відстані обирають важчі кулі з високими балістичними коефіцієнтами. В залежності від будови, кулі вагою від 154 до 195 гран також можна використовувати для полювання на середню та велику дичину або для стрільби по мішеням. Найкращим порохом для набою 7мм-08 є порох, який горить з середньою швидкістю.

## Використання
Завдяки широкому вибору куль, набій 7mm-08 підходить для "полювання на дрібних та середніх хижаків, силуетної стрільби та стрільби на дальні відстані." Крім того він підходить для полювання на антилоп та газелей."  Для стрільби на далекі відстані та по металевим силуетам, найточнішою є куля з пластиковим покриттям вагою 162 грани A-Max. Кулі A-Max та 150 гранова Sierra Match King, є популярними серед стрільців по силуетам."
Набій 7mm-08 Remington можно використовувати у будь-якому мисливському середовищі, в тому числі в густому лісі та на великих відкритих полях. Він має пласкішу траєкторію ніж .308 Winchester та .30-06 Springfield при схожій вазі кулі оскільки дещо менша за діаметром 7 мм куля має кращій балістичний коефіцієнт, а тому на неї менше впливає вітер і сила тяжіння від час польоту. Її траєкторію можна порівняти з набоєм .270 Winchester.
Від дещо більший за відбій набою .243 Win. та менший за більшість зарядів набою .308 Win. Середній відбій підходить для молодих та дорослих стрільців-новачків; проте, досвідчені стрільці та мисливці також використовують набій.
Говард Брант з журналі Shooting Industry писав: "набій 7мм-08 є неперевершеним набоєм для полювання. Цей грандіозний набій містить достатньо пороху щоб ефективно використовувати його проти крупної дичини середнього розміру яка мешкає в Північній Америці та будь-де which packs more than sufficient wallop to efficiently down all medium-sized big-game animals found in North America and elsewhere."
Вейн ван Зволл з журналу Petersen's Hunting писав: "Ефективна конструкція гільзи та кулі різної ваги підходять для полювання на велику дичину Північної Америки, а тому набій 7мм-08 є відмінним вибором для полювання. Завдяки хорошій віддачі, він ідеально підходить для легких короткоствольних гвинтівок. Він є популярним серед стрільців по металевих силуетах, тому що куля вагою 140 гран влучає в ціль на відстані 500 ярдів швидше та з тією ж енергію, що і куля набою .308 вагою 150 гран." Також він називав його "смертельним" лосів.
Девід Е. Петцал з Field & Stream писав: "До переваг набою 7мм/08 можно віднести дуже легкий відбій, не великий дуловий спалах, велику вагу кулі та бездоганну точність."
Набій 7мм-08, з відповідними зарядами, відповідає необхідним нормам полювання на лосів у Швеції, Фінляндії та Норвегії. Такі набої дозволяють з порівнювати його з набоями 6.5×55 мм, 7×57 мм, 7×57 MMR, 300 Savage, 303 British і деякими набоями .308 Winchester та .270 Winchester. З відповідними кулями, набій можна використовувати для полювання на лосів, чорних ведмедів та свиней.
Однак слід підкреслити, що набій 7мм-08 Rem. непридатний для використання на трьох великих ведмедів (білого, бурого та грізлі) та іншу небезпечну дичину. Для самозахисту, при полюванні на велику дичину на близькій відстані, коли потрібна зупиняюча сила, рекомендується використовувати важчий та більший калібр. Стівен Херреро, фахівець з ведмежої поведінки, посилається на дослідження лісової служби США на Алясці, яка дала висновок  проте, що набої .458 Winchester Magnum з зарядом 510 гран, .375 H&amp;H Magnum з зарядом 300 гран, .338 Winchester Magnum з зарядом 300 гран та .30-06 Springfield з зарядом 220 гран "чудовий для захисту від ведмедів".
Набій 7мм-08 став дуже популярним серед стрільців по металевим силуетам. Огляд обладнання High Power Nation Championship в 2014 році вказує, що калібр 7мм-08 є третім за популярністю калібром як для потужних гвинтівок, так і для змагань з потужними мисливськими гвинтівками.
Дві причини, за якими 7мм-08 є популярним в деяких колах, - це ефективність куль .284 калібру і менший відбій в порівнянні з набоєм .308.
"Все, що може зробити 7 мм куля, може зробити і куля .30 калібру порівнянної щільності перетину і балістичного коефіцієнта. Проблема полягає в тому, що для того щоб запустити кулю .30 калібру по такій же пласкій траєкторії, як у кулі 7 мм, потрібен відбій на 20 відсотків вищий за існуючий. . . . [Куля] 7 мм забезпечує кращі характеристики на дальності польоту з точки зору енергії, яка передається та траєкторії при будь-якому заданому рівні відбою [в порівнянні з кулею .30 калібру]."
Є дві причини за якими відбій набою 7 мм менший за відбій набою .30 калібру: (1) для відповідності набою 7мм BC потрібна значно важча куля .30 калібру і (2) для запуску важкої кулі .30 калібру з відповідною енергією потрібно більше пороху. Таке поєднання важкої кулі та важкого заряду, значно збільшить відбій набою .30 калібру. З іншого боку "при порівнянні важких куль, набій 7мм-08 має кращу балістику. Іншими словами куля вагою 168 гран при стрільбі з набою 7мм-08 буде мати менше падіння та менший опір вітру ніж куля вагою 168 гран якою вистрілили з набою .308 Win."

## Гвинтівки
Оскільки набій 7мм-08 є дуже популярним, більшість основних виробників мисливської вогнепальної зброї в випускають одну або більше гвинтівок з ковзним затвором під цей набій. Оскільки набій є ефективним і при використанні в короткоствольних гвинтівках, компанії Ruger, Savage, Browning, Weatherby та Remington пропонують карабіни, а також гвинтівки зі звичайною довжиною стволу.
Компанія Browning пропонує кілька версій важільної гвинтівки з коробчастим магазином, BLR, та самозарядну гвинтівку з відведенням газів під назвою BAR ShortTrac Stalker. Компанія Remington Arms пропонує розроблену компанією DPMS версію гвинтівки AR-10, під назвою Model R-25, під набій 7mm-08. Гвинтівки Tikka від компанії Sako також заряджаються набоями 7mm-08. Компанія Ruger пропонує кілька гвинтівок з ковзним затвором під цей набій. Також багато моделей випускає компанія Savage. Компанія Kimber, відома своїми пістолетами 1911, також пропонує гвинтівки під набій 7mm-08.